# Pondok Pinang
Pondok Pinang is een plaats (wijk) - (kelurahan) in het bestuurlijke gebied Kebayoran Lama, Jakarta Selatan (Zuid-Jakarta) in de provincie Jakarta, Indonesië. De wijk telt 66.418 inwoners (volkstelling 2010).